# Eden (Idaho)
Eden es una ciudad situada en el condado de Jerome, Idaho, Estados Unidos. Tiene una población estimada, a mediados de 2023, de 402 habitantes.

## Geografía
La localidad está ubicada en las coordenadas 42°36′19″N 114°12′33″O / 42.60528, -114.20917 (42.605309, -114.209087).  Según la Oficina del Censo, tiene una superficie de 0.81 km², correspondientes en su totalidad a tierra firme.

## Demografía
Según la estimación 2019-2023 de la Oficina del Censo, los ingresos medios de los hogares de la localidad son de $31,346 y los ingresos medios de las familias son de $62,639. Alrededor del 15.6% de la población está por debajo de la línea de pobreza nacional.